# Madruga (Kuba)
Madruga ist ein Municipio und eine Stadt in der kubanischen Provinz Mayabeque. Bis 2010 gehörte das Municipio zur aufgelösten Provinz La Habana.
Die Stadt liegt nördlich von Nueva Paz und östlich von San José de las Lajas. Die Siedlung wurde im Jahr 1803 offiziell gegründet.
Das Municipio zählt 30.640 Einwohner auf einer Fläche von 464 km², was einer Bevölkerungsdichte von 66 Einwohnern je Quadratkilometer entspricht.
Das Municipio ist in sieben Stadtteile (Barrios) unterteilt: Concordia y Cayajabos, Este, Itabo, Majagua, Oeste, Sabana de Robles und San Blas.
In Madruga wurde der Pianist, Flötist, Dirigent und Musikwissenschaftler Odilio Urfé (1921–1988) geboren.